# 8877 Rentaro
A 8877 Rentaro (ideiglenes jelöléssel 1993 BK2) a Naprendszer kisbolygóövében található aszteroida. T. Seki fedezte fel 1993. január 19-én.